# Oliver St. John Gogarty

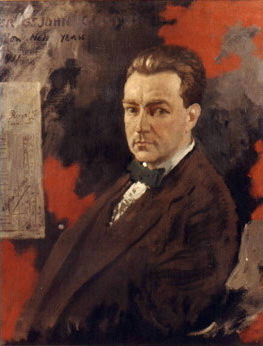
Oliver St. John Gogarty

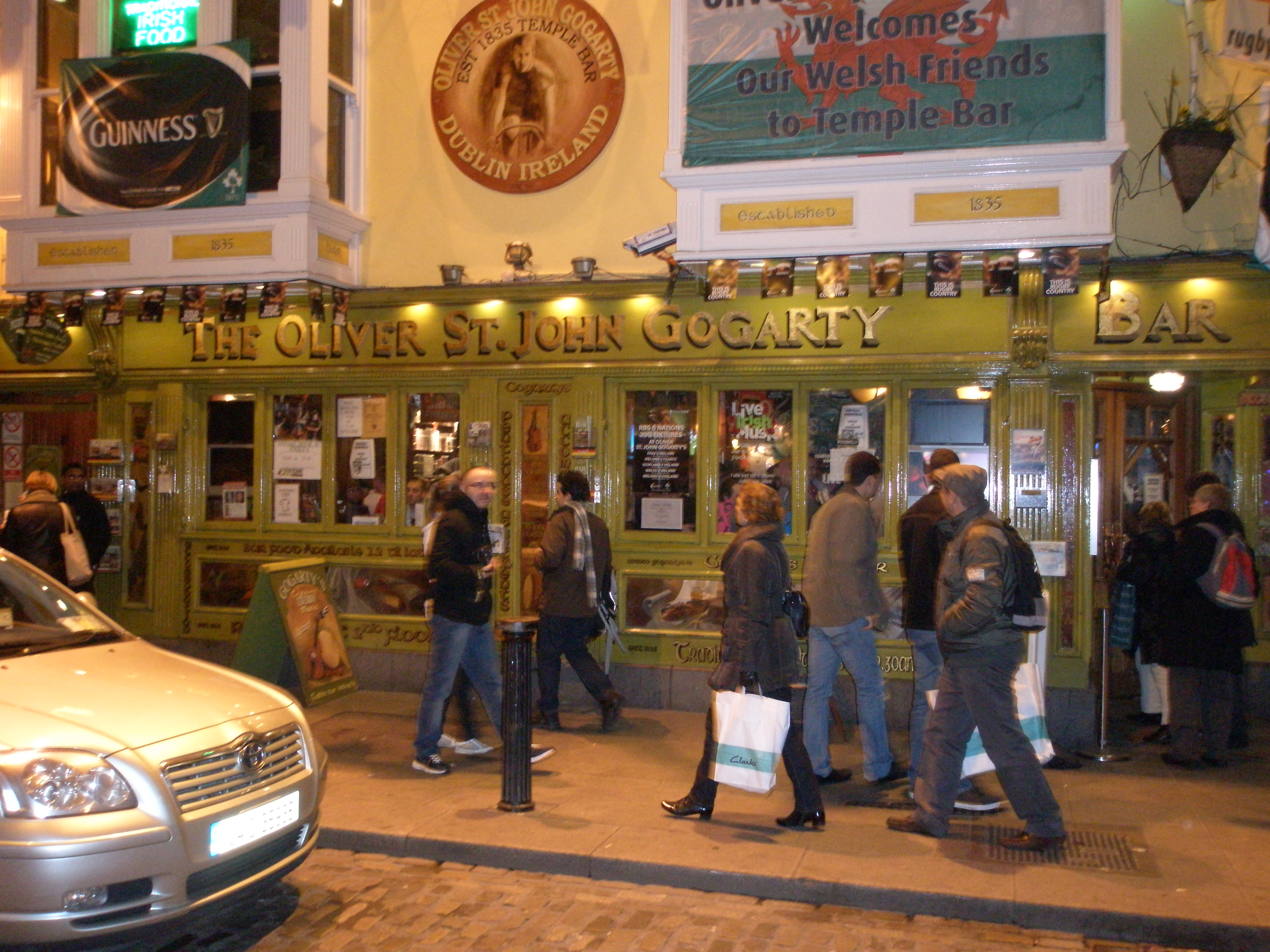
Oliver St. John Gogarty Pub in Dublin

Oliver St. John Gogarty [gō'gurtē] (irisch Oiliféir Mag Fhógartaigh; * 17. August 1878 in Dublin, Irland; † 22. September 1957 in New York City) war ein irischer Schriftsteller. Zudem war er Angehöriger der Schickeria, Arzt, Pilot und Sportsmann und von 1922 bis 1936 Senator im irischen Parlament.

## Biografie
Gogarty, von seinen Zeitgenossen entweder geliebt oder verachtet, unterstützte arme Leute genauso wie den irischen Widerstand und veranstaltete ab 1904 literarische Zirkel auf Dunguaire Castle, an denen neben anderen Lady Gregory, Edward Martyn, George Bernard Shaw, John Millington Synge und William Butler Yeats teilnahmen. Bleibend bekannt wurde er als literarische Vorlage für Buck Mulligan in James Joyce’ Ulysses.
Im September 1904 verbrachte Gogarty, der als Student in der Nationalbibliothek von Oxford James Joyce kennengelernt hatte, zusammen mit ihm und Richard Samuel Dermot Chenevix Trench, dem Sohn des Erzbischofs Richard Chenevix Trench (1807–1886), der ebenfalls in Oxford studierte, eine Woche im Martello-Turm von Sandycove bei Dún Laoghaire in Irland. Während dieser Woche unternahmen Gogarty und Joyce gemeinsam Exkursionen, es kam aber auch zu Spannungen zwischen den beiden, die Joyce im ersten Kapitel des Ulysses verarbeitete. 
Während des Bürgerkrieges sollte er von der IRA verhaftet werden, entkam aber, indem er im Kugelhagel in den River Liffey in Dublin sprang. Gogarty versprach daraufhin, auf dem Liffey ein Paar Schwäne freizulassen und gedachte dieses Ereignisses später in dem Gedicht: Eine Gabe der Schwäne (1923). 
1921 unterstützte Gogarty die Flucht von Linda Kearns MacWhinney (1889–1951), May Burke und Eileen Kohoe aus dem Mountjoy-Gefängnis, indem er sein Auto zur Verfügung stellte. Er unterstützte auch den von Arthur Griffith und Michael Collins ausgehandelten Kompromiss, der unter Ausschluss der sechs Provinzen im Nordosten zur Gründung des Irischen Freistaates führte.
Nach seinem Tod wurde er nach Irland geflogen und an der Westküste auf dem Friedhof von Cartron Church bei Moyard nahe seinem Landsitz auf der Renvyle Halbinsel begraben.
Zu seinen Werken gehören die Erinnerungen an Joyce, Yeats und andere Größen der irischen Literatur-Renaissance in It Isn’t This Time of Year at All! (1954).

## Werke
Originalausgaben
- An Offering of Swans (1923)
- Wild Apples (1928)
- As I Was Going down Sackville Street (1937)
- Others to Adorn (1938)
- Tumbling in the Hay (1939)
- It Isn’t This Time of Year at All! (1954)
- Collected Poems (1954)
- A Week End in the Middle of the Week (1958 posthum)

Übersetzungen
- As I Was Going Down Sackville Street: Eine Phantasie in Tatsachen, übersetzt von Gerhard Edler (1996)